# Ottokar Doerffel
Ottokar Doerffel, originalmente Ottokar Dörffel (Waldenburg, 24 de março de 1818 — Joinville, 18 de novembro de 1906) foi o fundador do segundo jornal em alemão da região sul do Brasil, o Kolonie-Zeitung. Foi prefeito de Glauchau, onde seu pai trabalhou como registrador.

## Biografia
Casou com Ida Günter em novembro de 1846 e emigrou para o Brasil dois anos depois, devido ao seu envolvimento nos movimentos revolucionários pela unificação da Alemanha em 1848. Chegou à Colônia Dona Francisca (atual Joinville) em 20 de novembro de 1854, aos 36 anos. Trabalhou como jornalista, cronista e matemático.
Na Colônia Dona Francisca exerceu o cargo de contador e tesoureiro na Direção da Colônia a partir de 31 de maio de 1858. Também exerceu o cargo de vereador, foi presidente da Câmara Municipal, com funções executivas outorgadas futuramente a prefeitos. Foi primeiro cônsul honorário e teve também importante atuação na fundação da Colônia Agrícola de São Bento do Sul.
A casa que construiu há mais de cem anos, hoje localizada numa área nobre do centro de Joinville, hoje é chamada de "Castelinho" (Schloesschen) e abriga o Museu de Arte de Joinville.
Como jornalista, sua grande obra foi o Kolonie-Zeitung ("Jornal da Colônia", em alemão), que circulou por quase oitenta anos, a partir de 20 de dezembro de 1862. Doerffel também escreveu três livros importantes para a história da Colônia Dona Francisca. 
Ele faleceu em 18 de novembro de 1906. Em vista disso, um voto de pesar foi lançado na ata da Camara Municipal de Joinville, de 19 de Novembro daquele ano.